# Seminolenkriege
Die Seminolenkriege, manchmal auch Floridakriege genannt, waren drei bewaffnete Konflikte in Florida zwischen verschiedenen Indianerstämmen, die als Seminolen zusammengefasst werden, und den USA. Der Erste Seminolenkrieg dauerte von 1817 bis 1818, der Zweite Seminolenkrieg von 1835 bis 1842 und der Dritte Seminolenkrieg von 1855 bis 1858. Der Zweite Seminolenkrieg wird auch oft als der Seminolenkrieg bezeichnet und war der längste Krieg, in dem die Vereinigten Staaten seit der Amerikanischen Revolution bis zum Vietnamkrieg kämpften.

## Hintergrund

### Das koloniale Florida
Die Bevölkerungsanzahl der Indianer in Florida war seit dem Eintreffen der ersten Europäer ständig zurückgegangen. Die amerikanische Urbevölkerung hatte wenig Widerstandskraft gegen die aus Europa eingeschleppten Krankheiten. Auch die Niederschlagung indianischer Revolten durch die Spanier reduzierte die Bevölkerung vor allem im nördlichen Florida. Zahlreiche Raubzüge durch Soldaten und deren indianische Verbündete aus der britischen Provinz Carolina auf der gesamten Floridahalbinsel hatten dazu geführt, dass Anfang des 18. Jahrhunderts fast die gesamte Urbevölkerung entweder getötet oder verschleppt war. Als Spanien 1763 Florida an Großbritannien abtreten musste, nahmen die Spanier die wenigen überlebenden Indianer mit nach Kuba.
Gruppen verschiedener Indianerstämme aus dem Südosten der USA begannen daraufhin, in das nicht mehr besiedelte Florida einzuwandern. Nach dem Yamasee-Krieg (1715–1717) zogen Yamasee-Indianer nach Konflikten mit den Briten als Verbündete der Spanier nach Florida. Ebenso siedelten immer mehr Indianer der Creek nach Florida. Eine Indianergruppe aus dem Stamm der Hitchiti, die Miccosukee, siedelten in dem Gebiet um den heutigen Lake Miccosukee in der Nähe von Tallahassee. Diese Gruppe hat sich bis heute ihre eigenständige Identität als Miccosukee bewahrt. Eine andere Gruppe aus dem Stamm der Hitchiti unter ihrem Anführer Cowkeeper wanderte ins heutige Alachua County, ein Gebiet, in dem die Spanier im 17. Jahrhundert Rinderzucht betrieben hatten. Die größte und bekannteste Ranch hieß Rancho de la Chua und die Gegend wurde danach Alachua Prärie genannt. Die Spanier in San Agustin, dem späteren St. Augustine, nannten diese Indianer Cimarrones, was so viel bedeutet wie „Wilde“ oder „Flüchtige“ und der wahrscheinlichste Ursprung der Bezeichnung „Seminolen“ ist. Dieser Name wurde schließlich auch auf die anderen Indianergruppen in Florida angewandt, obwohl die Indianer sich selbst immer als Angehörige verschiedener Stämme betrachteten. Andere Gruppen in Florida zur Zeit der Seminolenkriege waren noch die Yuchi-Indianer, die auch „spanische Indianer“ genannt wurden, da man glaubte, sie würden von den Calusa-Indianern abstammen, und Rancho-Indianer, die in Fischerdörfern an der Küste lebten. Sklaven, die Spanisch-Florida erreichten, waren grundsätzlich frei. Die spanischen Würdenträger begrüßten sogar die entflohenen Sklaven, erlaubten ihnen, in ihrer eigenen Kleinstadt zu siedeln (Gracia Real de Santa Teresa de Mose, kurz Fort Mose in der Nähe von San Agustin) und benutzten sie als Miliz um die letztere Stadt zu verteidigen. Andere entflohene Sklaven wurden Teil diverser „Seminolen“-Gruppen, manchmal als Sklaven, manchmal aber auch als freie Stammesmitglieder. Die Umstände der Sklaverei waren unter den Indianern deutlich leichter als in den englischen Kolonien. Joshua Reed Giddings schrieb 1858 diesbezüglich: „Sie hielten ihre Sklaven auf einer Stufe zwischen Untertänigkeit und Freiheit; der Sklave lebte normalerweise mit seiner eigenen Familie und verbrachte seine Zeit wie es ihm beliebte; er bezahlte seinem Meister jährlich eine kleine Menge Mais oder anderes Gemüse. Diese Sklaven betrachteten Untertänigkeit unter den Weißen mit dem größten Grad von Horror.“
Während die meisten Sklaven aus Fort Mose mit den Spaniern nach Kuba gingen, als diese 1763 Florida verließen, blieben diejenigen zurück, die bei den Indianerstämmen lebten, außerdem flohen weiterhin Sklaven aus Carolina und Georgia nach Florida. Die Schwarzen, die sich den Seminolen anschlossen, wurden in die Stämme integriert, lernten die Sprachen der Seminolen, übernahmen ihre Bekleidung und heirateten Seminolen-Frauen. Manche dieser Schwarzen Seminolen wurden sogar bedeutende Stammesführer.

### Frühe politische und militärische Konflikte
Während des Amerikanischen Unabhängigkeitskrieges rekrutierten die Briten – die Florida beherrschten – Seminolen, um Raubzüge gegen Grenzsiedlungen in Georgia durchzuführen. Dieses Ereignis machte die Seminolen zu Feinden der neu entstandenen Vereinigten Staaten von Amerika. Als Teil des Friedensvertrags von 1783, der den Unabhängigkeitskrieg beendete, wurde Florida wieder an Spanien zurückgegeben. Spaniens Herrschaft über Florida war nicht sehr effektiv, es gab nur kleine Garnisonen bei San Agustin, San Marcos und Pensacola. Die Grenze zwischen Florida und den Vereinigten Staaten wurde nicht kontrolliert. Miccosukees und andere Seminolengruppen besetzten immer noch Dörfer auf der amerikanischen Seite der Grenze und illegale amerikanische Siedler drangen in Florida ein.
Florida war von den Briten 1763 in Ost- und Westflorida geteilt worden und die Spanier behielten diese Teilung bei, als sie Florida 1783 zurückerhielten. Westflorida erstreckte sich vom Apalachicola-Fluss bis zum Mississippi. Zusammen mit ihren Besitzungen in Louisiana brachte das den Spaniern die Kontrolle über das gesamte Tiefland zwischen den Flüssen, die die Gebiete westlich der Appalachen entwässern. Zusammen mit dem Glauben, die Expansion sei das unabwendbare Schicksal (Manifest Destiny) der USA, wollten die USA Florida auch deswegen kaufen, damit sie freien Handel auf den Flüssen im Westen betreiben konnten und damit Florida nicht als Basis für eine Invasion durch eine europäische Macht dienen konnte.
Der Kauf von Louisiana 1803 verschaffte den USA die Herrschaft über die Mündung des Mississippi, aber große Gebiete Georgias, Alabamas, Tennessees und Mississippis entwässern durch Flüsse, die durch West- oder Ostflorida in den Golf von Mexiko fließen. Die USA behaupteten, der Kauf schließe das Land westlich des Perdido River mit ein, während Spanien den Standpunkt vertrat, Westflorida reiche bis zum Mississippi. Schließlich errichteten die Bürger von Baton Rouge eine eigene Verwaltung, eroberten das dortige spanische Fort und beantragten Schutz durch die USA. Präsident James Madison beauftragte William C. C. Claiborne, Gouverneur des Orleans Territory, Westflorida vom Mississippi bis zum Perdido River zu erobern. Claiborne besetzte jedoch nur das Gebiet westlich des Pearl River (die heutige östliche Grenze Louisianas). Danach sandte Madison George Mathews, um mit Florida zu verhandeln. Als das Angebot, das restliche strittige Gebiet Westfloridas an die USA abzutreten, vom Gouverneur von Westflorida abgelehnt wurde, reiste Mathews nach Ostflorida, um dort eine ähnliche Rebellion, wie sie in Baton Rouge stattgefunden hatte, anzuzetteln. Da die Einwohner Ostfloridas jedoch zufrieden mit dem bisherigen Status waren, wurde eine Gruppe von Kämpfern (denen freies Land versprochen wurde) in Georgia aufgestellt. Im März 1812 eroberten diese „Patrioten“ mit der Hilfe von Kanonenbooten der US-Navy Fernandina. Die Eroberung Fernandinas war ursprünglich von Präsident Madison genehmigt worden, was er später allerdings leugnete. Den „Patrioten“ gelang es jedoch nicht, das Castillo de San Marcos nahe San Agustin zu erobern, und der beginnende Krieg mit Großbritannien beendete schließlich das amerikanische Vordringen nach Ostflorida. 1813 eroberten amerikanische Streitkräfte jedoch Mobile (damals noch als Mauvila bekannt, auch Maubila geschrieben) von den Spaniern.
Bevor sich die „Patrioten-Armee“ aus Florida zurückzog, wurde sie von den mit den Spaniern verbündete Seminolen angegriffen. Diese Angriffe bestärkten die Amerikaner in ihrer Auffassung, die Seminolen seien ihre Feinde. Die Anwesenheit schwarzer Seminolen bei den Kämpfen verstärkte unter den „Patrioten“ aus Georgia die Furcht vor einer Sklavenrebellion. Im September 1812 griff eine Gruppe Kämpfer aus Georgia Seminolen auf der Alachua-Prärie an, allerdings erlitten die Seminolen nur geringe Verluste. Eine größere Streitmacht vertrieb 1813 die Seminolen aus ihren Dörfern auf der Alachua-Prärie und tötete bzw. vertrieb tausende Rinder.

## Erster Seminolenkrieg

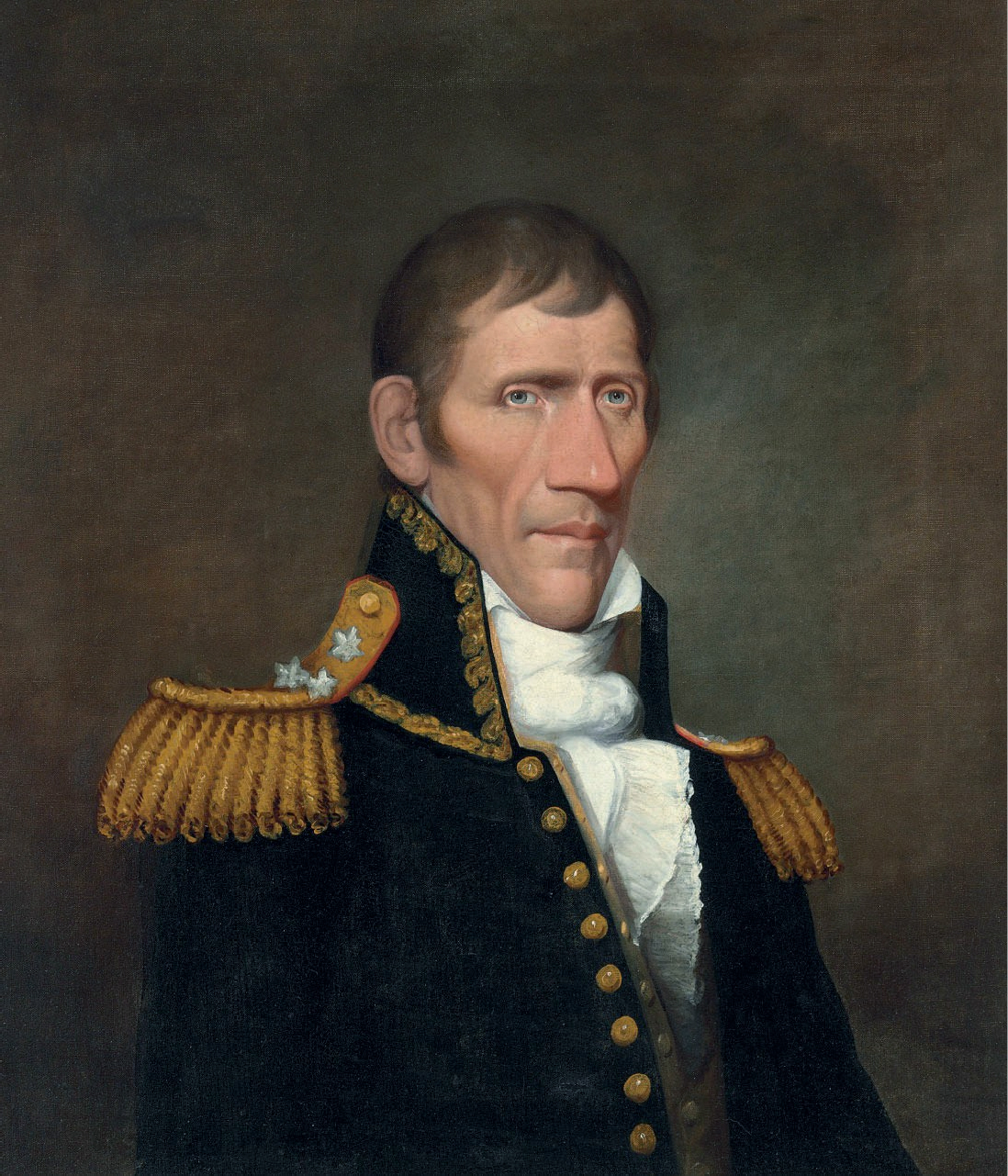
Der spätere US-Präsident Andrew Jackson führte während des Ersten Seminolenkrieges die Invasion nach Florida.

### Creek-Krieg und Negro Fort
Das nächste große Ereignis, welches Einfluss auf die Seminolen in Florida hatte, war der Creek-Krieg 1813/14. Andrew Jackson wurde 1814 nach seinem Sieg über die Creek in der Schlacht am Horseshoe Bend ein Nationalheld. Nach seinem Sieg zwang Jackson den Creek den Vertrag von Fort Jackson auf, der für die Creek große Gebietsverluste im südlichen Georgia und im zentralen und südlichen Alabama beinhaltete. Daraufhin verließen viele Creek Alabama und Georgia und wanderten nach Florida.
Ebenfalls 1814 während des Britisch-Amerikanischen Kriegs landeten britische Einheiten in Pensacola und anderen Orten Westfloridas und begannen, indianische Verbündete zu rekrutieren. Im Mai 1814 drang eine britische Einheit zur Mündung des Apalachicola River vor und händigte dort lebenden Seminolen, Creek und entlaufenen Sklaven Feuerwaffen aus. Dann drangen die Briten flussaufwärts vor und begannen, bei Prospect Bluff ein Fort zu errichten. Nachdem die Briten und ihre indianischen Verbündeten bei ihrem Angriff auf Mobile zurückgeschlagen worden waren, vertrieb eine amerikanische Armee unter General Jackson die Briten aus Pensacola. Die Arbeit am Fort bei Prospect Bluff ging jedoch weiter. Als der Krieg zu Ende war, verließen die britischen Einheiten Westflorida bis auf Major Edward Nicholls von den Royal Marines. Er überwachte die Ausstattung des Forts mit Kanonen, Musketen und Munition und erklärte den Indianern, der Vertrag von Gent würde den Rückgewinn aller während des Krieges verlorenen indianischen Territorien garantieren einschließlich des Landes der Creek in Georgia und Alabama. Die Seminolen waren jedoch nicht daran interessiert, ein Fort zu unterhalten und kehrten in ihre Dörfer zurück. Bevor er im Sommer 1815 Florida verließ, schlug Major Nicholls den entlaufenen Sklaven in dieser Gegend vor, das Fort zu übernehmen. Das sprach sich schnell in der Gegend herum, und das Fort wurde von den Weißen im Süden der USA bald nur noch „Negro Fort“ (Neger-Fort) genannt. Sie sahen in der Existenz dieses Forts einen gefährlichen Anreiz zum Flüchten oder Revoltieren für ihre Sklaven.

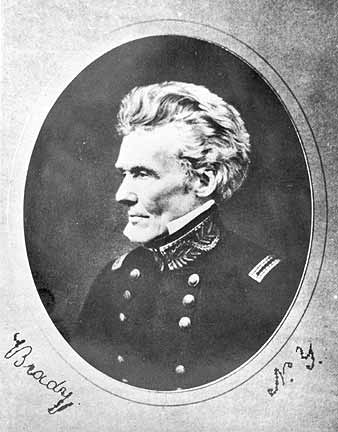
Porträt von Edmund Pendleton Gaines

Andrew Jackson wollte Negro Fort eliminieren, aber es befand sich auf spanischem Territorium. Im April 1816 informierte er den Gouverneur Westfloridas, dass, wenn dieser nicht Negro Fort eliminieren würde, er dies tun würde. Der Gouverneur antwortete, er habe nicht die notwendige Ausrüstung, um das Fort zu erobern. Jackson ermächtigte daraufhin Brigadegeneral Edmund Pendleton Gaines, sich um das Fort zu kümmern. Gaines befahl Oberst Duncan Lamont Clinch, ein Fort (Fort Scott) am Flint River an der nördlichen Grenze zu Florida zu errichten. Gaines machte dann seine Absicht klar, Fort Scott von New Orleans über den Apalachicola River zu versorgen, was bedeutete, dass die Transporte das spanische Territorium und Negro Fort passieren mussten. Gaines erklärte Jackson, dass die Benutzung des Apalachicola River zur Versorgung von Fort Scott es der US Army erlauben würde, ein Auge auf die Seminolen und Negro Fort zu haben, und wenn das Fort auf die Versorgungsboote schießen würde, würde den Amerikanern einen Anlass geben, das Fort zu zerstören.
Eine Versorgungsflotte für Fort Scott erreichte den Apalachicola im Juli 1816. Clinch marschierte mit mehr als 100 amerikanischen Soldaten und ungefähr 150 Creek den Fluss hinunter. Die Versorgungsflotte traf Clinch bei Negro Fort und die beiden Kanonenboote der Flotte nahmen ihre Positionen am Fluss gegenüber dem Fort ein. Die Schwarzen im Fort feuerten ihre Kanonen auf die US-Soldaten und ihre Creek-Verbündeten ab, aber sie hatten keine Übung darin, die Kanonen auszurichten. Die Amerikaner feuerten von ihren Kanonenbooten aus zurück. Der neunte Kanonenschuss, ein „heißer Schuss“ (eine Kanonenkugel wurde dabei rot glühend erhitzt) landete im Pulvermagazin des Forts. Die folgende Explosion konnte man sogar 160 Kilometer entfernt in Pensacola hören, sie machte das Fort dem Erdboden gleich. Von den etwa 320 Menschen im Fort starben etwa 250 augenblicklich, viele andere erlagen kurze Zeit später ihren Verletzungen. Nach der Zerstörung des Forts zog sich die US Army wieder aus Florida zurück, aber amerikanische Plünderer und Gesetzlose führten weiterhin Raubzüge gegen die Seminolen durch, töteten Indianer und stahlen ihr Vieh. Die Berichte über die Morde und Diebstähle durch die weißen Siedler verbreitete sich unter den Seminolen und führten zu Vergeltungsangriffen, vor allem wurde Vieh von Siedlern zurück gestohlen. Am 24. Februar 1817 ermordeten Seminolen Mrs. Garrett, die in Camden County, Georgia lebte und ihre Kinder, eines drei Jahre alt, das andere gerade zwei Monate.

### Fowltown und das Scott-Massaker
Fowltown war ein Miccosukee-Dorf im südwestlichen Georgia, ungefähr 24 Kilometer östlich von Fort Scott. Neamathla, der Häuptling von Fowltown geriet in einen Streit mit dem Befehlshaber von Fort Scott über die Herrschaft eines Gebiets östlich des Flint River, das Neamathla für die Miccosukee beanspruchte. Dieses Land im Süden von Georgia war im Vertrag von Fort Jackson von den Creek abgetreten worden, aber die Miccosukee betrachteten sich selbst nicht als Creek, fühlten sich deswegen nicht an den Vertrag gebunden und erklärten, dass die Creek kein Recht hätten, Land der Miccosukee herzugeben. Im November 1817 entsandte General Gaines 250 Mann, um Neamathla festzunehmen. Der erste Versuch wurde von den Miccosukee zurückgeschlagen, jedoch am nächsten Tag, dem 22. November 1817, wurden sie aus ihrem Dorf vertrieben. Manche Historiker datieren den Beginn des Ersten Seminolenkrieges auf diesen Angriff gegen Fowltown. David Brydie Mitchell, ehemaliger Gouverneur von Georgia und Indianerbeauftragter, erklärte in einem Bericht an den Kongress, der Angriff auf Fowltown habe den Ersten Seminolenkrieg ausgelöst.
Eine Woche später wurde ein Versorgungsboot für Fort Scott auf dem Apalachicola von Seminolen angegriffen. Es waren ungefähr 40 bis 50 Menschen auf dem Boot, darunter ungefähr 20 kranke Soldaten, sieben Ehefrauen von Soldaten und möglicherweise auch ein paar Kinder (Es gibt zwar Berichte über 4 von den Seminolen getötete Kinder, diese wurden jedoch nicht in früheren Berichten über das Massaker erwähnt und ihre Anwesenheit konnte nicht bestätigt werden.). Die meisten der Bootsinsassen wurden umgebracht. Eine Frau wurde gefangen genommen, sechs Überlebende schafften es bis zum Fort.
General Gaines hatte zunächst Befehl, nicht in Florida einzudringen, jedoch wurde das später dahingehend abgeändert, dass ihm kurze Übertritte nach Florida erlaubt waren. Als die Neuigkeit des Apalachicola-Massakers Washington, D.C. erreichte, wurde Gaines befohlen, nach Florida einzumarschieren und die Indianer zu verfolgen, jedoch sollte er keine spanischen Einrichtungen angreifen. Gaines war jedoch bereits nach Ostflorida aufgebrochen, um sich um Piraten zu kümmern, die Fernandina eingenommen hatten. Daraufhin wurde Andrew Jackson von Kriegsminister John C. Calhoun befohlen, in Florida einzumarschieren.

### Jacksons Feldzug gegen Florida
Jackson sammelte im März 1818 seine Streitkräfte in Fort Scott; sie umfasste 800 reguläre US Army-Soldaten, 1.000 Freiwillige aus Tennessee, 1.000 Milizionäre aus Georgia und ungefähr 1.400 Krieger der Lower Creek. Am 13. März marschierte Jacksons Armee in Florida ein und bewegte sich den Apalachicola hinunter. Als sie das Gebiet erreichten, wo Negro Fort gestanden hatte, ließ Jackson seine Männer ein neues Fort bauen, Fort Gadsden. Die Armee schwärmte dann aus, um die Miccosukee-Dörfer rund um Lake Miccosukee zu zerstören. Am 31. März wurde die Indianersiedlung Tallahassee niedergebrannt und am folgenden Tag die Siedlung Miccosukee eingenommen. Mehr als 300 Indianerhütten wurden zerstört. Danach wandte sich Jackson nach Süden und erreichte am 6. April San Marcos.
In San Marcos eroberte Jackson das spanische Fort. Dort traf er Alexander George Arbuthnot, einen schottischen Händler von den Bahamas. Er handelte mit Indianern in Florida und hatte bereits mehrere Briefe über die Belange der Indianer an britische und amerikanische Amtsträger geschrieben. Es gab auch Gerüchte, er habe Waffen an die Indianer verkauft und diese für den Krieg ausgerüstet. Er verkaufte vermutlich tatsächlich Feuerwaffen, da das Haupthandelsgut der Indianer Hirschhäute waren und sie Feuerwaffen brauchten, um die Hirsche zu jagen. Zwei indianische Führer, Josiah Francis und Homathlemico, wurden festgenommen, als sie sich einem amerikanischen Schiff unter britischer Flagge, das vor San Marcos ankerte, genähert hatten. Sobald Jackson in San Marcos eintraf, wurden die beiden an Land gebracht und gehängt.
Daraufhin verließ Jackson San Marcos, um Dörfer entlang des Suwannee River anzugreifen, die hauptsächlich von entlaufenen Sklaven besiedelt waren. Am 12. April fand die Armee ein Indianerdorf am Econfina River. Zirka 40 Indianer wurden umgebracht und etwa 100 Frauen und Kinder gefangen genommen. Im Dorf fanden sie Elizabeth Stewart, die Frau, die beim Überfall auf das Versorgungsboot auf dem Apalachicola im November des Vorjahres verschleppt worden war. Die Dörfer am Suwannee fand die Armee jedoch leer vor, dabei wurde sie fast während des ganzen Marsches von Schwarzen Seminolen angegriffen. Zur gleichen Zeit wurde Robert Ambrister, ein Royal Marine und selbsternannter britischer Agent, von Jacksons Soldaten festgenommen. Da sie die wichtigsten Dörfer der Seminolen und der Schwarzen zerstört hatten, verkündete Jackson den Sieg und sandte die Miliz aus Georgia und die Lower Creek nach Hause. Die verbliebene Armee kehrte nach San Marcos zurück.

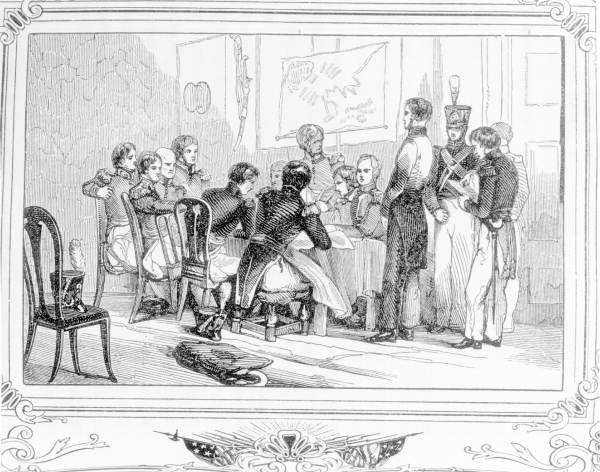
Der Prozess gegen Robert Ambrister und Arbuthnot während des Ersten Seminolenkrieges

In San Marcos wurde ein Militärtribunal abgehalten, worin Ambrister und Arbuthnot beschuldigt wurden, sie hätten die Seminolen unterstützt und sie zum Krieg gegen die USA angestachelt. Ambrister unterwarf sich der Gnade des Gerichts, während Arbuthnot seine Unschuld beteuerte und betonte, er habe nur legalen Handel betrieben. Das Tribunal verurteilte beide Männer zum Tode, wandelte Ambristers Strafe jedoch ab zu 50 Peitschenhieben und einem Jahr Zwangsarbeit. Jackson wandelte das Urteil dahingehend ab, dass auch Ambrister zum Tode verurteilt wurde. Ambrister wurde am 29. April 1818 erschossen, Arbuthnot an der Rahe seines eigenen Schiffes gehängt.
Jackson beließ eine Garnison in San Marcos und kehrte nach Fort Gadsden zurück. Jackson berichtete zuerst, alles sei friedlich, und er werde sich nach Nashville, Tennessee zurückziehen. Später jedoch berichtete er, die Indianer würden sich sammeln, wobei sie von den Spaniern verpflegt und ausgerüstet würden, deswegen verließ er am 7. Mai 1818 Fort Gadsden mit 1.000 Mann und machte sich auf den Weg nach Pensacola. Der Gouverneur von Westflorida protestierte und erklärte, die meisten Indianer in Pensacola seien Frauen und Kinder und die Männer unbewaffnet, aber Jackson hielt das nicht auf. Als Jackson am 23. Mai Pensacola erreichte, zog sich der Gouverneur mit der 175-köpfigen spanischen Garnison nach Fort Barrancas zurück und überließen die Stadt Pensacola Jackson. Beide Seiten lieferten sich anschließend ein paar Tage ein Feuergefecht mit Kanonen, bevor die Spanier in Fort Barrancas sich am 28. Mai Jackson ergaben. Jackson setzte Oberst William King als Militärgouverneur in Westflorida ein und kehrte heim.

### Auswirkungen
Es gab internationale Verwicklungen wegen Jacksons Kriegsführung. Der Außenminister der USA John Quincy Adams hatte gerade erst Verhandlungen mit Spanien über den Kauf der Kolonie Florida begonnen. Spanien protestierte nun gegen die Invasion und die Eroberung von Westflorida und setzte die Verhandlungen aus. Spanien hatte allerdings nicht die Mittel, um gegen die USA vorzugehen und Westflorida zurückzuerobern, deswegen ließ Adams Spanien einfach protestieren, bevor er schließlich in einem Brief an Spanien die Schuld an dem Krieg den Briten, den Spaniern und den Indianern zuschob. In dem Brief entschuldigte er sich aber auch für die Eroberung Westfloridas und erklärte, die Eroberung spanischen Territoriums entspreche nicht amerikanischer Politik und bot an, San Marcos und Pensacola zurückzugeben. Spanien akzeptierte das und nahm schließlich die Verhandlungen über den Verkauf Floridas wieder auf. In dem Gefühl, damit seinen diplomatischen Status zu stärken, verteidigte Adams die Handlungen Jacksons jedoch als notwendig und verlangte von Spanien, die Bewohner Ostfloridas entweder besser zu kontrollieren, oder Ostflorida an die USA abzutreten. Schließlich wurde ein Abkommen erzielt, worin Spanien Ostflorida an die USA abtrat und allen Ansprüchen auf Westflorida entsagte.
Großbritannien protestierte gegen die Hinrichtung zweier britischer Staatsbürger, die niemals US-Territorium betreten hatten. In Großbritannien wurden Stimmen laut, man solle Wiedergutmachung verlangen und Vergeltung üben. Amerika befürchtete bereits einen weiteren Krieg mit Großbritannien. Großbritannien entschloss sich jedoch angesichts der Bedeutung der USA für die britische Wirtschaft dazu, guten Beziehungen den Vorrang zu geben.
Auch in Amerika kam es wegen der Hinrichtungen zu Diskussionen. Kongressausschüsse hielten Anhörungen zu den Ambrister- und Arbuthnot-Tribunalen ab. Zwar unterstützten die meisten Amerikaner Jacksons Handlungen, jedoch waren einige auch besorgt, er könne sich zu einem amerikanischen Napoleon entwickeln. Als der Kongress sich im Dezember 1818 wieder versammelte, wurden Resolutionsentwürfe eingebracht, in denen Jacksons Taten verurteilt wurden. Jackson war jedoch zu populär und so scheiterten die Anträge, allerdings hinterließen die Exekutionen von Ambrister und Arbuthnot ein Leben lang „Schmutzflecken“ in Jacksons Biografie, was ihn allerdings nicht hinderte, später Präsident der Vereinigten Staaten zu werden.

## Erste Zwischenkriegszeit
Spanien übergab 1821 im Rahmen des Adams-Onís-Vertrags Florida an die USA. Die Verwaltung wurde erst nach und nach aufgebaut. General Andrew Jackson wurde im März 1821 zum Militärgouverneur von Florida ernannt, aber erst im Juli desselben Jahres traf er in Pensacola ein. Schon im September trat er von dem Posten zurück und kehrte im Oktober nach Hause zurück, er hatte dieses Amt also gerade einmal 3 Monate ausgeübt. Sein Nachfolger William P. Duval wurde erst im April 1822 ernannt. Aber schon vor Ende des Jahres absolvierte er einen ausgedehnten Heimatbesuch in Kentucky. Andere Ämter litten unter ähnlichen Unregelmäßigkeiten und langen Abwesenheiten der Amtsinhaber.
Die Seminolen waren aber immer noch ein Problem für die neue Regierung. Im Frühjahr 1822 führte Captain John R. Bell, provisorischer Sekretär von Florida und zeitweiliger Seminolenbeauftragter, eine Schätzung über die Anzahl der Seminolen durch. Er berichtete von 22.000 Indianern und 5.000 von den Indianern gehaltenen Sklaven. Er schätzte, zwei Drittel der Indianer seien Flüchtlinge aus dem Creek-Krieg und somit (nach US-Ansichten) ohne Anspruch auf Land in Florida. Indianische Siedlungen wurden in der Gegend um den Apalachicola ausgemacht, entlang des Suwannee, von dort südöstlich zur Alachua-Prärie und schließlich südwestlich bis knapp nördlich von Tampa Bay.
Die Offiziellen in Florida waren von Beginn an besorgt über die Situation mit den Seminolen. Bis ein Vertrag über ein Reservat unterzeichnet war, konnten sich die Indianer nicht sicher sein, wo sie säen und ernten konnten, außerdem mussten sie sich immer wieder um weiße illegale Siedler kümmern, die einfach ihr Land besetzten. Es gab kein System lizenzierter Händler und die Händler ohne Lizenz versorgten die Seminolen hauptsächlich mit Schnaps. Wegen des häufigen Fehlens von Regierungsverantwortlichen in Florida wurden Treffen mit den Seminolen oft abgesagt, verschoben und manchmal nur abgehalten, um einen Ort und einen Termin für ein neues Treffen zu vereinbaren.

### Der Vertrag von Moultrie Creek

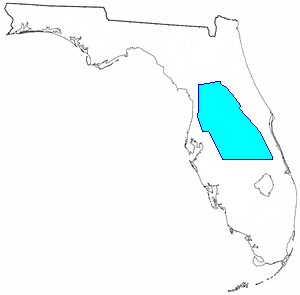
Reservat der Seminolen in Zentral Florida nach dem Vertrag von Moultrie Creek.

1823 beschloss die Regierung schließlich, die Seminolen in einem Reservat im mittleren Teil Floridas siedeln zu lassen. Ein Treffen zur Verhandlung über den entsprechenden Vertrag wurde für September 1823 in Moultrie Creek, südlich von St. Augustine festgesetzt. Ungefähr 425 Seminolen nahmen an dem Treffen teil und entschieden sich für Neamathla als ihren Chefunterhändler. Die Bedingungen des dort verhandelten Vertrages sahen vor, dass die Seminolen sich dem Schutz der USA unterstellten und alle Ansprüche auf Land in Florida aufgäben, dafür würden sie ein Reservat mit 16.000 km² erhalten. Das Reservat würde sich im mittleren Florida befinden beginnend vom Norden des heutigen Ocala südlich bis zu einer Linie auf der Höhe des südlichen Endes von Tampa Bay. Die Grenzen sollten allseits im Binnenland verlaufen, um Kontakte der Indianer zu Küstenhändlern von den Bahamas und Kuba zu verhindern. Neamathla und fünf anderen Häuptlingen wurde jedoch erlaubt, ihre Dörfer am Apalachicola zu behalten.
In dem Vertrag von Moultrie Creek wurde die US-Regierung verpflichtet, die Seminolen zu beschützen, solange diese friedlich und gesetzestreu waren. Die Regierung sollte landwirtschaftliche Geräte, Rinder und Schweine an die Seminolen liefern, sie für die Übersiedelung in das Reservat und die damit verbundenen Verluste entschädigen und den Seminolen eine Jahresration an Proviant zur Verfügung stellen, bis die Seminolen sich durch ihre erste Ernte selbst erhalten konnten. Die Regierung sollte außerdem den Seminolen 20 Jahre lang jährlich 5.000 $ zahlen und außerdem 20 Jahre lang den Unterhalt für einen Dolmetscher, eine Schule und einen Schmied begleichen. Im Gegenzug mussten die Seminolen dem Bau von Straßen durch ihr Reservat zustimmen und mussten jeden Flüchtling oder entlaufenen Sklaven, der sich in ihrem Gebiet aufhielt, ergreifen und an die Gerichtsbarkeit der USA ausliefern.

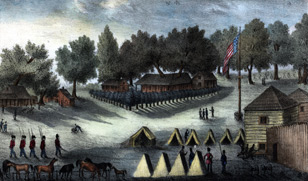
Kasernen und Zelte in Fort Brooke im heutigen Tampa Bay, Florida

Die Umsetzung des Vertrags verzögerte sich immer wieder. Fort Brooke mit 4 Infanteriekompanien wurde im Frühjahr 1824 auf dem Gelände des heutigen Tampa Bay gebaut, um den Seminolen zu zeigen, dass es der Regierung ernst war mit der notfalls zwangsweisen Umsiedelung ins Reservat. Im Juni berichtete James Gadsden, der Verfasser des Vertrags und der Verantwortliche für die Umsetzung, die Seminolen seien mit dem Vertrag unzufrieden und wollten ihn nachverhandeln. Die Furcht vor einem neuen Krieg griff um sich. Im Juli mobilisierte Gouverneur DuVal die Miliz und befahl den Häuptlingen der Tallahassee und Miccosukee, sich mit ihm in St. Marks zu treffen. Bei diesem Treffen befahl er den Seminolen, bis spätestens 1. Oktober 1824 in das Reservat zu übersiedeln.

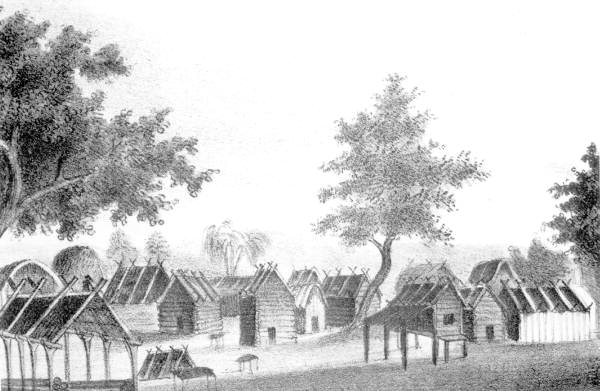
Diese Ansicht eines Seminolendorfes zeigt die Bauweise der Häuser vor dem Zweiten Seminolenkrieg

Die Seminolen übersiedelten trotz gelegentlicher Konflikte mit Weißen langsam in das Reservat. Ein weiteres Fort, Fort King wurde in der Nähe der Reservatsbehörde errichtet, in der Gegend des heutigen Ocala, und im Frühjahr 1827 konnte die Armee berichten, alle Seminolen seien in das Reservat übergesiedelt und Florida sei friedlich. Dieser Frieden dauerte 5 Jahre, in welchen es auch immer wieder Forderungen gab, die Seminolen in Gebiete westlich des Mississippi umzusiedeln. Die Seminolen verweigerten sich solchen Forderungen und auch den Vorschlägen, sie sollten sich den (vermeintlich) mit ihnen verwandten Creek anschließen. Die meisten Weißen betrachteten die Seminolen einfach als Creek, die erst kürzlich nach Florida eingewandert waren, während die Seminolen Florida als ihre angestammte Heimat betrachteten und jede Verbindung mit den Creek bestritten.
Das Problem der entlaufenen Sklaven führte außerdem immer wieder zu Streitigkeiten zwischen Weißen, Sklavenjägern und Seminolen über das Eigentum an Sklaven. Neue Plantagen in Florida erhöhten die Anzahl der Sklaven, die immer wieder zu den Seminolen flohen. Besorgt wegen der Gefahr eines Indianeraufstandes oder einer Sklavenrebellion beantragte Gouverneur DuVal zusätzliche Bundestruppen für Florida. Stattdessen wurde jedoch 1828 Fort King geschlossen. Die Seminolen wiederum fanden zu dieser Zeit nicht genug Nahrung vor und auch die Erträge aus der Jagd im Reservat gingen immer weiter zurück, deswegen verließen zunehmend Seminolen das Reservat. Ebenfalls 1828 wurde Andrew Jackson, der alte Feind der Seminolen, zum Präsidenten der USA gewählt. 1830 passierte schließlich der Indian Removal Act den Kongress. Alle Probleme mit den Seminolen sollten dadurch behoben werden, dass man sie in Gebiete westlich des Mississippi umsiedelte.

### Vertrag von Payne’s Landing
Im Frühjahr 1832 wurden die Seminolen des Reservats aufgefordert, sich bei Payne’s Landing am Ocklawaha River einzufinden. Der Vertrag, über den dort verhandelt wurde, verlangte von den Seminolen, nach Westen umzusiedeln, wenn dort geeignetes Land gefunden würde. Sie sollten sich im Creek-Reservat ansiedeln und Teil des Creek-Stammes werden. Die Delegation aus sieben Häuptlingen, die das Gebiet dieses neuen Reservats inspizieren sollte, verließ erst im Oktober 1832 das Reservat. Nachdem sie mehrere Monate lang durch das Reservat gezogen waren und mit Creek gesprochen hatten, die bereits dorthin umgesiedelt worden waren, unterzeichneten die sieben Häuptlinge am 28. März 1833 eine Erklärung, in welchem sie bestätigten, das neue Land sei akzeptabel. Nach ihrer Rückkehr nach Florida widerriefen jedoch die meisten Häuptlinge diese Erklärung und behaupteten, sie hätten den Vertrag gar nicht unterzeichnet bzw. seien gezwungen worden, ihn zu unterzeichnen und ohnehin hätten sie gar nicht die Befugnis, für alle Stämme und Gruppen im Reservat zu entscheiden. Die Bewohner der Dörfer in der Nähe des Apalachicola konnten leichter überredet werden und siedelten 1834 um.

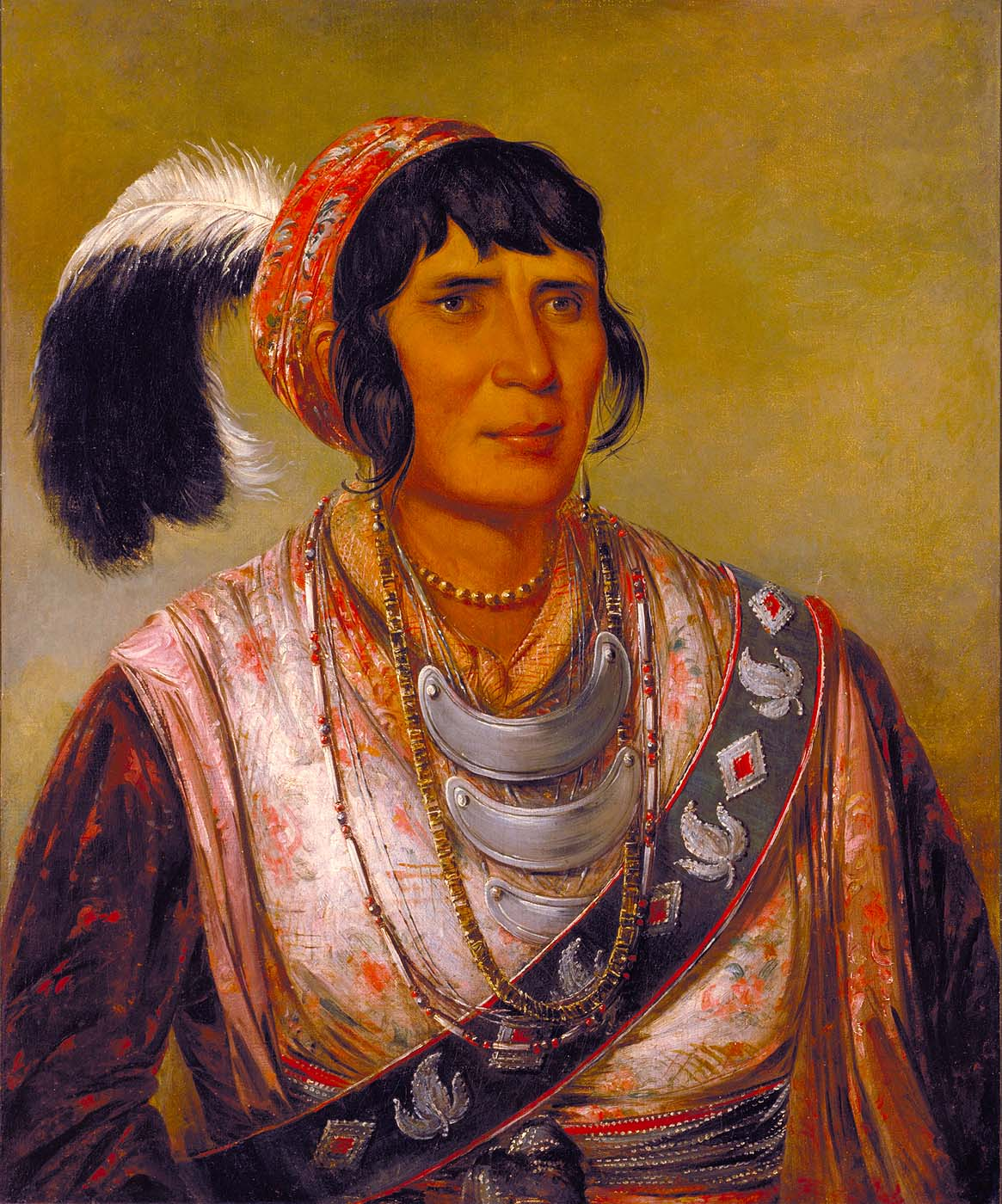
Osceola, Seminolenführer.

Der Senat der USA ratifizierte den Vertrag von Payne’s Landing im April 1834. Der Vertrag gewährte den Seminolen drei Jahre, um in die Gebiete westlich des Mississippi umzusiedeln. Die Regierung interpretierte die Frist von drei Jahren beginnend mit 1832 und erwartete, dass die Seminolen bis 1835 umgesiedelt sein würden. 1834 wurde Fort King reaktiviert. Ein neuer Seminolenbeauftragter, Wiley Thompson, wurde ebenfalls 1834 ernannt, ihm fiel die Aufgabe zu, die Seminolen zur Übersiedelung zu bewegen. Er versammelte im Oktober 1834 die Häuptlinge in Fort King, um mit ihnen über die Übersiedelung nach Westen zu verhandeln. Die Seminolen erklärten ihm, dass sie nicht die Absicht hatten, nach Westen zu gehen, und dass sie sich nicht an den Vertrag von Payne’s Landing gebunden fühlten. Thompson verlangte daraufhin Verstärkung für Fort King und Fort Brooke und berichtete, dass „die Indianer, nachdem sie die jährliche Zuwendung erhalten hatten, eine unüblich große Menge an Schießpulver und Blei gekauft haben.“ Außerdem warnte General Clinch Washington, dass die Seminolen nicht vorhatten, umzusiedeln, und dass er mehr Truppen benötigte, um sie dazu zu zwingen. Im März 1835 rief Thompson die Häuptlinge erneut zu einer Versammlung, um ihnen einen Brief von Andrew Jackson vorzulesen. In diesem Brief sagte Jackson: „Falls ihr… euch weigert, umzusiedeln, ist der kommandierenden Befehlshaber ermächtigt, euch mit Gewalt zu entfernen.“ Die Häuptlinge baten um 30 Tage Zeit, um zu antworten. Einen Monat später, erklärten die Seminolenhäuptlinge Thompson, dass sie nicht nach Westen umsiedeln würden. Thompson und die Häuptlinge begannen zu streiten, so dass schließlich sogar General Clinch eingreifen musste, um ein Blutvergießen zu vermeiden. Letztlich stimmten acht Häuptlinge zu, nach Westen umzusiedeln, aber sie baten um Aufschub bis zum Ende des Jahres, womit Thompson und Clinch einverstanden waren.
Fünf der wichtigsten Seminolenhäuptlinge hatten jedoch nicht zugestimmt, darunter auch Micanopy von den Alachua-Seminolen. Daher erklärte Thompson, diese Häuptlinge seien ihrer Position enthoben. Als die Beziehungen zu den Seminolen sich drastisch verschlechterten, verbot Thompson den Verkauf von Feuerwaffen und Munition an sie. Osceola, ein junger Seminole, erregte sich besonders über diesen Bann, da er befand, dies würde ihn mit Sklaven gleichsetzen und er sagte: „Der weiße Mann soll mich nicht schwarz machen. Ich werde den weißen Mann rot mit Blut machen und ihn dann in Sonne und Regen schwärzen lassen… und der Bussard wird von seinem Fleisch leben.“ Trotzdem erklärte Thompson, Osceola sei ein Freund und übergab ihm ein Gewehr. Später jedoch, als Osceola weiterhin Probleme machte, ließ er ihn eine Nacht in Fort King einsperren. Am nächsten Tag, um seine Entlassung sicherzustellen, willigte Osceola ein, den Vertrag von Payne’s Landing zu befolgen und auch seine Gefolgsleute dazu zu überreden.
Die Lage verschlimmerte sich. Am 19. Juni 1835 fand eine Gruppe von Weißen, die ihre Rinder suchten, eine Gruppe Indianer um ein Lagerfeuer. Sie waren damit beschäftigt, die Überreste eines Rindes zu kochen, von dem sie behaupteten es sei eines ihrer Herde. Die Weißen entwaffneten die Indianer und peitschten sie gerade aus, als zwei weitere Seminolen hinzukamen und das Feuer auf die Weißen eröffneten. Drei Weiße wurden verwundet, ein Seminole getötet und einer verwundet. Dieser Zwischenfall wurde als das „Gefecht bei Hickory Sink“ bekannt. Nachdem sich die Seminolen beim Beauftragten Thompson beschwert hatten und keine befriedigende Antwort erhielten, waren die Seminolen noch mehr davon überzeugt, dass ihre Beschwerden über unfaires Verhalten der weißen Siedler nicht gehört wurden. Da sie glaubten, er sei unter anderem für den Zwischenfall bei Hickory Sink verantwortlich, töteten die Seminolen im August 1835 Private Kinsley Dalton (nach dem der Ort Dalton in Georgia benannt wurde), der gerade die Post von Fort Brooke nach Fort King brachte.
Im November 1835 verkaufte Seminolenhäuptling Charley Emathla sein Vieh an Fort King, um sich und seine Leute für die Reise nach Fort Brooke und von dort nach Westen vorzubereiten. Das wurde von anderen Seminolenhäuptlingen als Verrat angesehen, da sie wenige Monate zuvor bei einem Treffen noch vereinbart hatten, jeder Häuptling der sein Vieh verkaufte, würde mit dem Tod bestraft werden. Osceola traf Emathla auf seinem Weg zurück ins Dorf und tötete ihn, anschließend verstreute er das Geld aus dem Handel über seiner Leiche.

## Zweiter Seminolenkrieg

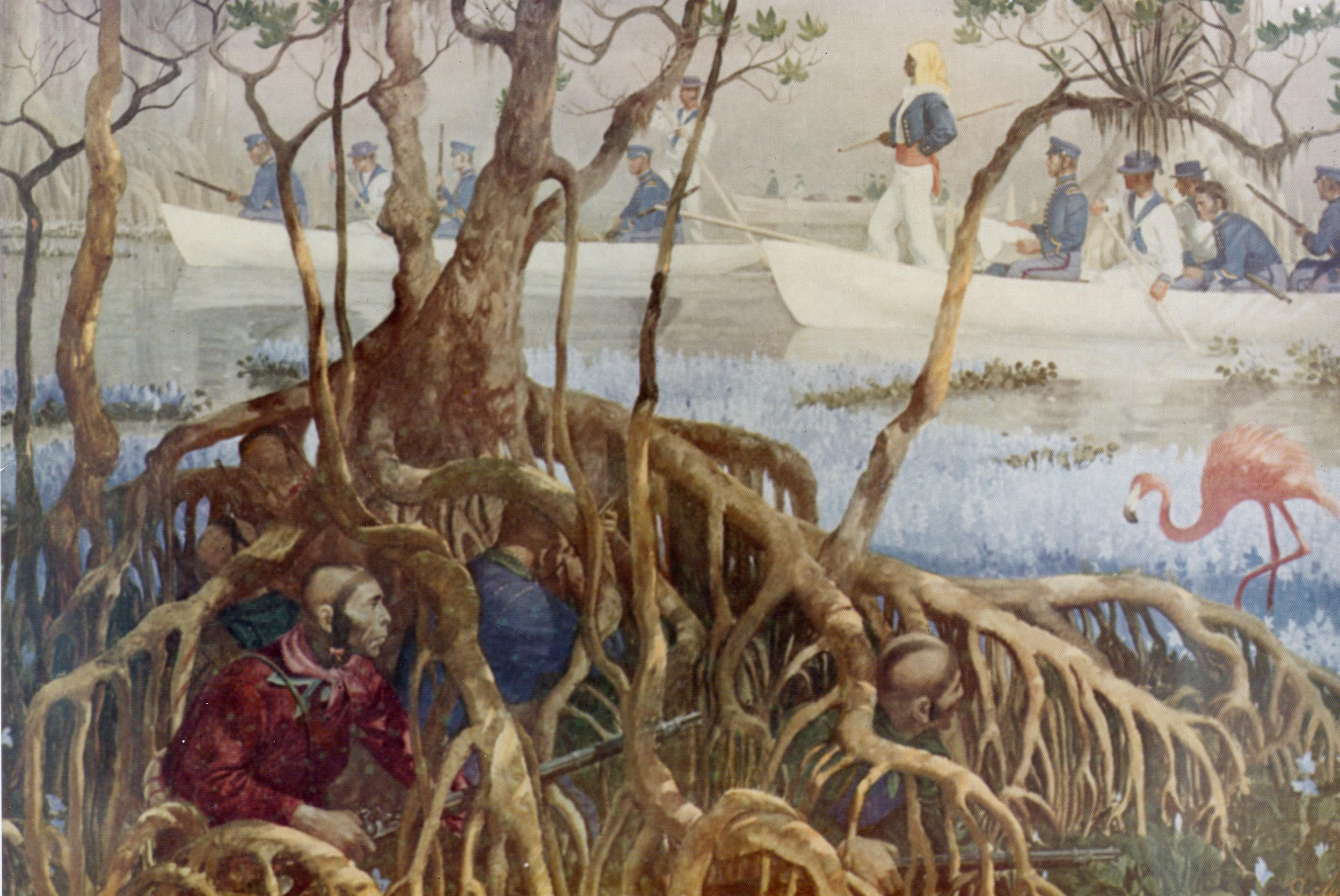
Die Marineinfanterie durchkämmt die Mangroven nach Seminolen. Darstellung des United States Marine Corps.

Als man endgültig davon ausgehen musste, dass sich die Seminolen der Umsiedelung widersetzen würden, begann sich Florida auf den Krieg vorzubereiten. Zwei Kompanien mit zusammen 108 Mann unter dem Kommando von Major Francis L. Dade wurden von Fort Brooke ausgeschickt, um Fort King zu verstärken. Am 28. Dezember 1835 überfielen die Seminolen diese Einheit und vernichteten sie. Nur zwei Soldaten schafften es zurück nach Fort Brooke, von diesen starb einer später noch an seinen Wunden. In den nächsten Monaten führten die Generäle Clinch, Gaines und Winfield Scott sowie der Gouverneur des Territoriums, Richard Keith Call, größere Truppen durch das Gebiet in vergeblichen Versuchen, die Seminolen zu verfolgen. In der Zwischenzeit schlugen die Seminolen über den ganzen Staat verteilt zu, griffen vereinzelte Farmen, Siedlungen, Plantagen und Armeeeinrichtungen an und brannten sogar den Leuchtturm auf Key Biscayne (Cape Florida Lighthouse) nieder. Nachschubprobleme und eine hohe Anzahl von Erkrankungen (vor allem im Sommer) zwangen die Armee dazu, mehrere Forts aufzugeben.
Andrew Jackson war nicht der einzige Amerikaner, der des Kriegs müde wurde. Major Ethan Allen Hitchcock war unter denjenigen, die die Überreste der Dade-Gruppe im Februar fanden. In seiner Zeitung schrieb er einen reißerischen Bericht über die Entdeckung, bevor er dazu überging, seine eigene Meinung zum Konflikt darzulegen: „Die Regierung liegt falsch, und das ist der Hauptgrund für den anhaltenden Widerstand der Indianer, die ihr Land ehrenvoll gegen unsere Bemühungen, einen zweifelhaften Vertrag durchzusetzen, verteidigt haben. Die Eingeborenen haben alles mögliche getan, um einen Krieg zu vermeiden, aber sie wurden durch die Tyrannei unserer Regierung dazu gezwungen.“
Am 21. November 1836 kämpften die Seminolen in der Schlacht bei Wahoo Swamp gegen amerikanische Truppen und töteten dabei David Moniac, den ersten Absolventen von West Point, der teilweise indianischer Abstammung war. Der Erfolg in diesem wichtigen Gefecht brachte den Seminolen viel Selbstvertrauen und den Glauben, sie könnten ihr Gebiet in der Wildnis Floridas gegen die weißen Siedler und die Creek verteidigen. Gegen Ende 1836 wurde Major General Thomas Jesup zum Kommandeur der amerikanischen Truppen für diesen Kriegsschauplatz ernannt. Er änderte die Kriegstaktik. Anstatt große Einheiten auszuschicken, um die Seminolen zu einer Feldschlacht zu stellen, konzentrierte er sich darauf, die Seminolen zu erschöpfen. Dazu benötigte er jedoch eine große Streitmacht, die er auch bekam. Schließlich hatte Jesup 9.000 Soldaten unter seinem Kommando. Ungefähr die Hälfte davon waren Milizionäre und Freiwillige. Ferner unterstanden ihm eine Brigade Marines und Einheiten der Navy sowie Flussmarine, die die Küsten und Flüsse patrouillierte.
Im Januar 1837 wendete sich das Kriegsglück. In zahlreichen Gefechten wurden viele Seminolen und Schwarze Seminolen getötet oder gefangen genommen. Ende Januar sandten einige Seminolenhäuptlinge einen Boten zu Jesup, woraufhin ein Waffenstillstand arrangiert wurde. Im März wurde von einigen Häuptlingen (darunter Micanopy) eine „Kapitulation“ unterzeichnet, worin vereinbart wurde, dass die Seminolen begleitet von ihren Verbündeten „ihren Negern und ihrem ’’bona fide’’ Eigentum“ nach Westen übersiedeln würden. Ende Mai hatten sich viele Häuptlinge, darunter auch Micanopy, gefügt. Zwei wichtige Anführer, Osceola und Sam Jones (auch genannt: Abiaca, Ar-pi-uck-i, Opoica, Arpeika, Aripeka, Aripeika), hatten sich jedoch nicht ergeben und waren bekannt dafür, sich vehement gegen eine Umsiedelung zu wehren. Am 2. Juni 1837 stürmten diese beiden Anführer zusammen mit 200 Gefolgsleuten das schlecht bewachte Gefangenenlager im Fort Brooke und führten 700 Seminolen, die sich ergeben hatten, fort. Damit war der Krieg wieder eröffnet, und Jesup vertraute nie wieder dem Wort eines Indianers. Auf Jesups Befehl hin kommandierte Brigadegeneral Joseph Marion Hernández eine Expedition, die einige Seminolenanführer gefangen nahm, darunter Coacoochee (Wildcat), Osceola und Micanopy, als diese unter weißer Fahne zum Verhandeln erschienen waren. Coacoochee und ein paar andere Gefangene schafften es, aus Fort Marion bei St. Augustine zu fliehen, Osceola ging jedoch nicht mit ihnen. Er starb später in Gefangenschaft, möglicherweise an Malaria.
Jesup organisierte eine Art Treibjagd mit mehreren Marschkolonnen, die zum Ziel hatte, die Seminolen weiter nach Süden zu treiben. Am Weihnachtstag 1837 traf Colonel Zachary Taylors Kolonne von 800 Mann auf ca. 400 Seminolen an der nördlichen Küste des Lake Okeechobee. Die Seminolen wurden von Sam Jones angeführt, zusammen mit Alligator und dem kürzlich entkommenen Coacoochee. Sie hatten sich taktisch günstig im Sumpfland auf einer Bauminsel umgeben von Schneidebinsen positioniert. Taylors Truppe betrat eine langgestreckte Bauminsel und hatte dort eine halbe Meile Sumpf vor sich, dahinter lag der Lake Okeechobee. Die Schneidebinsen standen dort bis zu 5 Fuß hoch, der Schlamm und das Wasser waren 3 Fuß tief. Pferde waren dort absolut nutzlos. Offenbar wollten die Seminolen dieses Gelände als Kampfplatz nutzen. Sie hatten das Gras abgemäht, um ein offenes Schussfeld zu haben, und die Bäume eingekerbt, um ihre Gewehre anlegen zu können. Ihre Späher saßen in den Bäumen und konnten jede Bewegung der ankommenden Truppe beobachten. Ungefähr um 12:30 Uhr, als die Sonne im Zenit stand und nicht einmal ein Luftzug wehte, führte Taylor seine Soldaten in die Mitte des Sumpfes. Sein Plan war es, die Indianer direkt anzugreifen, anstatt sie einzukreisen. Alle seine Männer marschierten zu Fuß, die vorderste Linie wurde von Freiwilligen aus Missouri gebildet. Sobald sie in Reichweite waren, eröffneten die Indianer das Feuer. Die Freiwilligen-Einheit wurde zersprengt, ihr Anführer Colonel Gentry tödlich getroffen, so dass sie ohne Führung waren. Sie flohen zurück durch den Sumpf. Die Kämpfe im Sumpf waren mörderisch für fünf Kompanien der Sixth Infantry; alle Offiziere bis auf einen fielen, und die meisten ihrer Fußsoldaten starben oder wurden verwundet. Als sich ein kleiner Teil des Regiments zurückzog, um sich neu zu formieren, musste man feststellen, dass nur 4 Mann dieser Kompanien unverletzt geblieben waren. Die Seminolen konnten schließlich doch aus dem Sumpf vertrieben werden und entkamen über den See. Taylor hatte 26 Tote und 112 Verwundete zu beklagen, die Seminolen 11 Tote und 14 Verwundete. Trotzdem wurde die Schlacht am Lake Okeechobee als großer Sieg für Taylor und für die Armee gefeiert.
Ende Januar trafen Jesups Truppen auf eine größere Ansammlung von Seminolen östlich des Lake Okeechobee. Die Seminolen waren auch hier ursprünglich auf einer Bauminsel positioniert, aber Kanonen- und Raketenfeuer vertrieb sie von dort. Sie bezogen hinter einem breiten Fluss erneut Stellung. Die Seminolen zerstreuten sich schließlich, nachdem sie mehr Verluste zugefügt hatten, als sie erleiden mussten. So endete auch die Schlacht bei Loxahatchee. Im Februar 1838 näherten sich die Seminolenhäuptlinge Tuskegee und Halleck Hadjo Jesup und versprachen, sie würden den Kampf einstellen, wenn sie südlich des Lake Okeechobee bleiben dürften. Jesup fand Gefallen an dem Vorschlag, musste aber um Erlaubnis nach Washington schreiben. Die Häuptlinge und ihre Gefolgsleute lagerten in der Nähe der Armee, während sie auf die Antwort warteten. Als der Kriegsminister den Vorschlag zurückwies, nahm Jesup die 500 Indianer in dem Lager gefangen und sandte sie nach Westen.
Im Mai wurde Jesups Bitte um Niederlegung des Kommandos stattgegeben, und Zachary Taylor erhielt den Oberbefehl über die Streitkräfte in Florida. Mit verringerten Truppen konzentrierte sich Taylor darauf, die Seminolen aus dem Norden Floridas fernzuhalten, indem er in jeweils 30 km Abstand kleinere Posten errichten ließ, die durch ein Straßennetz verbunden waren. Der folgende Winter verlief ziemlich ruhig, Vorfälle und Gefechte gab es zwar weiterhin, aber keine größeren Aktionen. In Washington und im ganzen Land ließ die Unterstützung für den Krieg immer mehr nach. Viele Leute dachten, die Seminolen hätten es verdient, in Florida zu bleiben. Der Krieg war keineswegs beendet und äußerst kostenintensiv. Präsident Martin Van Buren entsandte den kommandierenden General der Army, Alexander Macomb, um einen neuen Vertrag auszuhandeln. Am 19. Mai 1839 verkündete Macomb, es sei ein Übereinkommen mit den Seminolen erzielt worden. Die Seminolen würden aufhören zu kämpfen und dafür ein Reservat im Süden Floridas zugewiesen bekommen.
Während des Sommers schien das Übereinkommen zu halten. Am 23. Juli griffen aber 150 Indianer eine Handelsstation am Caloosahatchee River an, die von 23 Soldaten unter dem Kommando von Colonel William S. Harney bewacht wurde. Manche der Soldaten, darunter auch Harney, retteten sich zum Fluss und entkamen auf Booten, aber die restlichen Soldaten und mehrere Zivilisten aus der Handelsstation wurden umgebracht. Viele beschuldigten die ’’spanischen’’ Indianer, angeführt von Chakaika, des Angriffs. Aber manche verdächtigten auch Sam Jones und seine Miccosukees, die das Übereinkommen mit Macomb getroffen hatten. Sam Jones versprach, die Verantwortlichen für den Überfall binnen 33 Tagen an Harney zu übergeben. Bevor diese Zeit vorüber war, wurden jedoch zwei Soldaten, die Sam Jones’ Lager besuchten, getötet.
Die Armee wendete jetzt neue Taktiken an. So versuchte man, die Indianer mit Bluthunden aufzuspüren, jedoch mit dürftigen Ergebnissen. Taylors Posten- und Patrouillensystem hielt die Seminolen zwar in Bewegung, konnten sie aber auch nicht vertreiben. Im Mai 1839 wurde Zachary Taylors Ansuchen um Versetzung genehmigt. Er hatte länger als jeder andere Kommandeur im Seminolenkrieg gedient und wurde durch Brigadegeneral Walker Keith Armistead ersetzt. Armistead ging sofort in die Offensive über. Die Armee suchte die versteckten Lager der Seminolen, verbrannte die Felder und vertrieb die Pferde, die Rinder und die Schweine. Bis Mitte des Sommers hatte die Armee ca. 2 km² der Seminolenfelder zerstört.
Auch die Marine spielte eine gewichtige Rolle im Krieg, Matrosen und Marines fuhren die Flüsse hinauf und die befuhren die Everglades. Gegen Ende 1839 wurde Navy Lt. John T. McLaughlin das Kommando über eine kombinierte Navy-Army-Truppe in Florida übergeben. McLaughlin errichtete sein Hauptquartier auf der Insel Tea Table Key. Von Dezember 1840 bis Mitte Januar 1841 durchquerten McLaughlins Truppen in Kanus die Everglades von Osten nach Westen und waren damit die ersten Weißen, denen dies gelang.

### Indian Key
Indian Key ist eine kleine Insel in den oberen Florida Keys. 1840 war es der Verwaltungssitz des Dade County, im Hafen wurden Wracks ausgeschlachtet. Früh im Morgen des 7. August 1840 schlich eine größere Gruppe „spanischer“ Indianer auf die Insel. Zufällig entdeckte ein Mann die Indianer und schlug Alarm, deshalb konnten 40 der zirka 50 Einwohner entkommen, der Rest wurde getötet. Unter den Toten war auch Dr. Henry Perrine, früherer US-Konsul in Campeche, Mexiko, der auf Indian Key wartete, bis es sicher war, damit er sein 93 km² großes Grundstück auf dem Festland in Besitz nehmen konnte, das der Kongress ihm verliehen hatte.
Auf dem Marinestützpunkt bei Tea Table Key hielten sich nur ein Sanitätsarzt und seine Patienten auf, die von fünf Matrosen unter Befehl eines Kadetten geschützt wurden. Diese kleine Gruppe montierte eine Reihe von Kanonen auf Lastkähnen und griff damit die Indianer auf Indian Key an. Die Indianer feuerten mit auf der Insel stationierten Kanonen zurück. Der Rückschlag der Kanonen auf den Lastkähnen war jedoch so stark, dass die Matrosen ins Wasser geworfen wurden, so dass sie sich zurückziehen mussten. Die Indianer brannten schließlich die Gebäude auf Indian Key nieder, nachdem sie sie gründlich geplündert hatten. Im Dezember 1840 fand Colonel Harney an der Spitze von 90 Mann Chakaikas Lager tief in den Everglades. Chakaika wurde getötet, einige Männer seiner Gruppe wurden gehängt.

### Der Krieg flaut ab
Armistead hatte 55.000 US-$ zur Verfügung, um Häuptlinge zu bestechen und zur Aufgabe zu bewegen. Echo Emathla, der Häuptling der Tallahassee, ergab sich zwar, aber der Großteil der Tallahassee unter Tiger Tail widersetzte sich. Coosa Tustenuggee akzeptierte schließlich 5.000 US-$ und ergab sich mit seinen 60 Mann. Niedrigere Häuptlinge erhielten 200 US-$ und jeder Krieger 30 US-$ und ein Gewehr. Bis zum Frühjahr 1841 hatte Armistead 450 Seminolen nach Westen geschickt. Weitere 236 befanden sich in Fort Brooke und warteten auf den Abtransport. Armistead schätzte, dass während seiner Amtszeit 120 Krieger nach Westen verbracht worden waren und in Florida nicht mehr als 300 Krieger übrig waren.
Im Mai 1841 wurde Armistead von Colonel William Jenkins Worth ersetzt. Da der Krieg mittlerweile unpopulär in der Bevölkerung und im Kongress war, musste Worth Einschnitte hinnehmen. Fast 1.000 Zivilbedienstete der Armee wurden entlassen und kleinere Kommandos wurden zusammengefasst. Worth ordnete „search and destroy“-Missionen an, wodurch die Seminolen fast gänzlich aus dem nördlichen Florida vertrieben wurden.
Der andauernde Druck der Armee erzielte Wirkung. Weitere Gruppen von Seminolen ergaben sich, um nicht zu verhungern. Andere wurden gefangen genommen, wenn sie sich näherten, um zu verhandeln, darunter auch zum zweiten Mal Coacoochee. Ein großzügiges Bestechungsgeld sicherte Coacoochees Kooperation bei der Überredung weiterer Indianer zur Aufgabe.
Nachdem Colonel Worth im Frühjahr 1842 empfohlen hatte, die restlichen Seminolen in Frieden zu lassen, erhielt er die Erlaubnis, ihnen ein informelles Reservat im Südwesten Floridas zu gewähren und den Krieg für beendet zu erklären, was er am 14. August 1842 auch tat. Im gleichen Monat verabschiedete der Kongress den Armed Occupation Act, der Siedlern freies Land versprach, wenn sie das Land bestellten und es ihnen gelang, sich gegen die Indianer zu verteidigen. Ende 1842 wurden die restlichen Indianer, die außerhalb des Reservats in Südwest-Florida lebten, festgenommen und nach Westen gebracht. Bis April 1843 wurde die Armeepräsenz in Florida auf lediglich ein Regiment reduziert. Im November 1843 berichtete Worth, dass die einzigen in Florida verbliebenen Indianer 95 Männer und ungefähr 200 Frauen im Reservat wären und diese keine Bedrohung mehr darstellen würden.

### Nachspiel
Der Zweite Seminolenkrieg hatte ca. 40.000.000 US-$ gekostet. Mehr als 40.000 Soldaten, Milizionäre und Freiwillige hatten in dem Krieg gedient. Dieser Indianerkrieg kostete 1.500 davon das Leben, die meisten infolge von Krankheiten und Seuchen, hinzu kommen noch viele Todesopfer unter den Indianern. Schätzungen zufolge wurden etwa 300 Mann der Army, der Navy und der Marines getötet, zusammen mit 55 Freiwilligen. Es gibt keine genauen Angaben über die Anzahl der getöteten Seminolenkrieger. Eine große Anzahl Seminolen starb an Seuchen und Hunger in Florida, auf dem Weg nach Westen und auch noch nach der Ankunft im Westen. Eine unbekannte, aber offensichtlich nicht geringe Zahl an weißen Zivilisten wurde von den Seminolen während des Kriegs getötet.

## Zweite Zwischenkriegszeit
Frieden war in Florida eingekehrt. Die Indianer blieben zum größten Teil im Reservat. Gruppen um die zehn Mann besuchten immer wieder Tampa, um Handel zu treiben und sich zu betrinken. Plünderer näherten sich jedoch immer weiter dem Reservat, und so musste Präsident James Polk eine 30 km breite Pufferzone um das Reservat einrichten. Kein Land durfte in der Pufferzone beansprucht werden, niemandem wurde in der Pufferzone Grundeigentum gewährt, und der U.S. Marshal hatte Weisung, jeden illegalen Siedler auf Anforderung sofort zu entfernen. 1845 wandelte Thomas P. Kennedy seinen Laden für Fischereibedarf auf Pine Island zu einem Handelsposten für Indianer um. Der Posten lief jedoch nicht sehr gut, da Weiße, die Whisky an die Indianer verkauften ihnen einredeten, sie würden verhaftet und nach Westen geschickt, wenn sie Kennedys Laden aufsuchten.
Die Regierung von Florida machte Druck für die Entfernung aller Indianer aus Florida. Die Indianer ihrerseits versuchten, ihre Kontakte mit den Weißen so weit wie möglich einzuschränken. 1846 wurde Captain John T. Sprague zum Indianerbeauftragten in Florida ernannt. Er hatte große Schwierigkeiten, die Häuptlinge überhaupt zu einem Treffen mit ihm zu bewegen. Sie waren äußerst misstrauisch gegenüber der Army, da viele Häuptlinge auch unter einer weißen Fahne gefangen genommen worden waren. Er schaffte es aber, sich 1847 mit allen Häuptlingen zu treffen, während er den Überfall auf eine Farm untersuchte. Er schätzte, dass die Indianer zu diesem Zeitpunkt aus 120 Kriegern bestanden, darunter 70 Seminolen in Billy Bowlegs Gruppe, 30 Miccasokees in Sam Jones’ Gruppe, 12 Creeks in der von Chipco, dazu noch 4 Yuchi und 4 Choctaws. Zusätzlich schätzte er 100 Frauen und 140 Kinder.

### Indianerangriffe
Der Handelsposten auf Pine Island wurde 1848 niedergebrannt und 1849 wurde Thomas Kennedy und seinem neuen Partner John Darling die Erlaubnis erteilt, einen neuen Posten am Paynes Creek (einem Nebenfluss des Peace River) zu eröffnen. Eine Indianergruppe lebte damals außerhalb des Reservats. Ihre Mitglieder wurden deshalb auch die „Außenseiter“ genannt. Sie bestanden aus 20 Kriegern unter der Führung von Chipco, zusammengesetzt aus 12 Miccosukees, 6 Seminolen, einem Creek und einem Yuchi. Am 12. Juli 1849 überfielen vier Krieger dieser Gruppe eine Farm am Indian River, knapp nördlich von Fort Pierce, töteten dabei einen Mann und verwundeten noch einen weiteren Mann und eine Frau. Die Nachricht von diesem Überfall ließ große Teile der Bevölkerung an der Ostküste Floridas nach St. Augustine fliehen. Am 17. Juli 1849 überfielen 5 „Außenseiter“ (die vier vom Farmüberfall plus ein weiterer) Kennedys Handelsposten. Zwei Beschäftigte des Geschäfts, darunter Captain Payne, wurden getötet und ein weiterer Beschäftigter und seine Frau wurden verwundet, als sie versuchten ihr Kind zu verstecken.
Die US Army war nicht in der Lage, sich um die Indianer zu kümmern. Sie hatte nur noch wenige Männer in Florida stationiert und nicht die Mittel, diese schnell zu bewegen, um Siedler und Farmen zu beschützen oder die Indianer zu stellen. Das Kriegsministerium begann jedoch mit der Aufrüstung und stellte zum Schutz der Siedler zwei Kompanien von Freiwilligen unter dem Kommando von Major General David Twiggs auf. Captain John Casey, der die Indianer nach Westen umsiedeln sollte, schaffte es, ein Treffen zwischen General Twiggs und ein paar Indianerhäuptlingen in Charlotte Harbor zu organisieren. Bei diesem Treffen versprach Billy Bowlegs mit der Zustimmung der anderen Häuptlinge, die fünf verantwortlichen Männer binnen dreißig Tagen an die Army auszuliefern. Am 18. Oktober übergab Bowlegs drei der Männer an Twiggs, zusammen mit der abgetrennten Hand eines weiteren, der bei einem Fluchtversuch getötet worden war. Der fünfte Mann war zwar auch gefangen genommen worden, konnte jedoch entkommen.
Nachdem Bowlegs die drei Mörder übergeben hatte, erklärte General Twiggs den Indianern jedoch zu deren Enttäuschung, dass ihm befohlen worden sei, sie aus Florida zu entfernen. Die Regierung sah drei Maßnahmen vor, um die Entfernung durchzuführen. Die Armee in Florida wurde auf 1.500 Mann verstärkt. 100.000 US-$ wurden bereitgestellt, um die Indianer zur Übersiedlung zu bewegen. Schließlich wurde auch eine Delegation von Seminolenhäuptlingen aus den Indianerterritorien im Westen herangeschafft, um mit den Häuptlingen in Florida zu verhandeln. Ein Miccosukee-Unterhäuptling, Kapiktoosootse, stimmte zu, seine Leute nach Westen zu führen. Im Februar 1850 schifften sich 74 Indianer nach New Orleans ein. Ihnen wurden insgesamt 15.953 US-$ ausbezahlt, als Bestechungsgeschenk und als Kompensation für die in Florida zurückgelassenen Besitztümer. Es gab jedoch Zwischenfälle die die Beziehungen verschlechterten. Zwei Miccosukees, die gleichzeitig mit Kapiktoosootse zur Verhandlung erschienen waren, wurden ohne ihre Zustimmung gleich mit nach New Orleans verschifft. Im März drang dann eine berittene Einheit der 7. Infantry tief in das Reservat ein. Daraufhin brachen die verbliebenen Indianer den Kontakt ab. Im April musste General Twiggs folglich an Washington melden, dass es keinerlei Hoffnung mehr gab, noch weitere Indianer zur Übersiedelung zu überreden.
Im August 1850 wurde ein Waisenjunge, der auf einer Farm im nördlichen Zentralflorida lebte, von Indianern ermordet. Nach zahlreichen Beschwerden ordnete der Kriegsminister in Washington schließlich an, die verantwortlichen Indianer seien auszuliefern, andernfalls werde der Präsident den ganzen Stamm zur Verantwortung ziehen. Captain Casey schaffte es im folgenden April Verbindung zu Bowlegs herzustellen. Bowlegs versprach, die Schuldigen auszuliefern, obwohl diese zu Chipcos Gruppe gehörten, über die er keine Autorität hatte. Chipco lieferte jedoch drei Männer als mutmaßliche Mörder aus, die dann arrestiert wurden, als sie zum Verhandeln in Fort Myers erschienen. In Haft protestierten sie, erklärten ihre Unschuld und beteuerten, Chipco habe sie nur ausgeliefert, weil er sie nicht leiden könne; für den Mord seien jedoch andere verantwortlich. Captain Casey glaubte ihnen. Die drei Männer versuchten zu entfliehen, wurden jedoch gefasst und daraufhin in der Zelle angekettet. Man fand sie später erhängt in ihrer Zelle. Einen fand man zwar noch lebend vor, man ließ ihn jedoch hängen, bis auch er starb. In der Gemeinde wurde dazu angemerkt, dass der Wärter, der die drei angekettet hatte, der Schwiegervater des Bruders einer der beim Überfall auf das Darling-Geschäft im Jahr 1849 Getöteten war.

### Weitere Indianerumsiedlungen
Im Jahr 1851 wurde General Luther Blake vom US-Innenminister damit beauftragt, alle noch in Florida verbliebenen Indianer nach Westen zu übersiedeln. Er hatte bereits die Cherokee erfolgreich aus Georgia umgesiedelt und sollte das nun auch bei den Seminolen schaffen. Er erhielt Mittel, um jedem Mann 800 $ und jeder Frau und jedem Kind 450 $ zu zahlen. Danach machte er sich ins Indianerterritorium auf, um geeignete Dolmetscher zu finden, bevor er im März 1852 wieder nach Florida zurückkehrte. Er drang tief in die Indianergebiete ein, um Indianerhäuptlinge aufzuspüren und hatte bis Juli schließlich 16 Indianer überredet, nach Westen zu gehen. Da Billy Bowlegs jedoch darauf bestand in Florida zu bleiben, nahm Blake Bowlegs und noch ein paar andere Häuptlinge mit nach Washington. Präsident Millard Fillmore überreichte Bowlegs eine Medaille, dann wurden er und noch drei weitere Häuptlinge überredet, eine Erklärung zu unterzeichnen, in welcher sie versprachen, Florida zu verlassen. Anschließend wurden die Häuptlinge auf eine Tour durch Baltimore, Philadelphia und New York City geschickt. Als die Häuptlinge wieder zurück in Florida waren, widerriefen sie ihre Erklärung umgehend. Daraufhin wurde Blake 1853 gefeuert und Captain Casey wieder mit der Indianerumsiedlung beauftragt.
Im Januar 1851 hatte die Regierung von Florida den Posten eines Kommandeurs der Florida Miliz geschaffen und Benjamin Hopkins eingesetzt. In den folgenden zwei Jahren versuchte die Miliz, diejenigen Indianer, die noch außerhalb der Grenzen des Reservats lebten, zur Umsiedelung zu überreden. In dieser Zeit schafften es die Milizen lediglich, einen Mann, ein paar Frauen und 140 Schweine gefangen zu nehmen. Eine alte Indianerfrau hatte bei ihrer Gefangennahme Selbstmord begangen, während ihre Familie entkommen war. Die ganze Operation hatte den Staat 40.000 $ gekostet.
Vertreter von Florida forderten wieder die Bundesregierung auf, etwas zu unternehmen. Captain Casey versuchte weiterhin, Indianer zu überreden nach Westen zu übersiedeln, hatte aber kein Glück. Er sandte nochmals Billy Bowlegs und andere nach Washington, aber die Häuptlinge weigerten sich zu übersiedeln. Im August 1854 entwarf der Kriegsminister Jefferson Davis ein Programm, um die verbliebenen Seminolen zur Unterwerfung oder zum Endkampf zu zwingen. Der Plan schloss ein Handelsembargo gegen die Indianer, die Überwachung und den Verkauf von Land im südlichen Florida und eine stärkere Armeepräsenz um die Siedler zu beschützen, ein. Davis erklärte, wenn die Indianer nicht der Übersiedelung zustimmen würden, würde die Armee sie dazu zwingen.

## Dritter Seminolenkrieg

### Zunehmende Armeepräsenz und Indianerangriffe
Spät im Jahr 1855 befanden sich ungefähr 700 Soldaten in Florida. Gleichzeitig beschlossen die Seminolen, zurückzuschlagen und ihrerseits Angriffe durchzuführen, wenn sich die Gelegenheit dazu bot. Angeblich war Sam Jones der Erfinder des Plans, während Chipco ihn abgelehnt haben soll. Am 7. Dezember 1855 verließ First Lieutenant George Hartsuff, der schon mehrere Patrouillen in das Reservat angeführt hatte, mit zehn Mann und zwei Wagen Fort Myers. Sie fanden keine Seminolen, aber ein paar Kornfelder und drei verlassene Indianersiedlungen, darunter die von Billy Bowlegs. Am Abend des 19. Dezember erklärte Hartsuff seinen Untergebenen, dass sie am folgenden Tag in das Fort zurückkehren würden. Als die Männer am 20. Dezember die Wagen beluden und ihre Pferde sattelten, griffen 40 Seminolen unter Billy Bowlegs sie an. Mehrere Soldaten wurden angeschossen, darunter Hartsuff, der sich jedoch verstecken konnte. Die Seminolen töteten und skalpierten 4 Soldaten, töteten die Maultiere, plünderten und verbrannten schließlich die Wagen, bevor sie mit den Pferden der Soldaten flüchteten. Sieben Soldaten, vier davon verwundet, schafften es zurück nach Fort Myers.
Als die Nachricht von diesem Angriff Tampa erreichte, wählten die Bürger Milizoffiziere und organisierten Bürgerwehren. Die neu formierte Miliz marschierte ins Peace River Tal, rekrutierte dort weitere Männer und bemannte ein paar Forts entlang des Flusses. Gouverneur James Broome begann so viele Bürgerwehren aufzustellen wie er nur konnte. Da der Staat Florida nur begrenzte Mittel hatte, versuchte er, die Armee zu überreden möglichst viele Freiwillige aufzunehmen. Der Kriegsminister Jefferson Davis akzeptierte zwei Infanteriekompanien und drei berittene Kompanien, zusammen 260 Mann. Gouverneur Broome mobilisierte weitere 400 Mann, die vom Staat Florida gestellt wurden. Sowohl die Truppen unter Kontrolle der US-Regierung, als auch diejenigen unter Kontrolle des Bundesstaats wurden größtenteils durch freiwillige Spenden ausgerüstet. General Jesse Carter wurde von Gouverneur Broome zum „Spezialagenten … ohne militärischen Rang“, ernannt mit dem Auftrag, die Truppen zu führen. Carter kommandierte die Hälfte der Soldaten zur Wache ab, so dass nur 200 Männer für Patrouillen zur Verfügung standen. Eine Zeitung in Tampa notierte damals, dass die Patrouillen vorzugsweise im offenen Gelände durchgeführt wurden, was zwar leichter für die Pferde war, aber von den Seminolen schon von weitem gesehen werden konnten.
Am 6. Januar 1856 wurden zwei Männer, die südlich des Miami River Palmfarn-Stängel gesammelt hatten, getötet. Die Siedler in der Gegend flohen sofort nach Fort Dallas und Key Biscayne. Eine Gruppe von ca. 20 Seminolen unter Ocsen Tustenuggee griff in der Umgebung von Fort Denaud eine Gruppe Holzfäller an und tötete 5 der 6 Männer. Trotz der Milizeinheiten, die dort stationiert waren, führten die Seminolen auch Überfälle an der Küste südlich von Tampa durch. Dabei töteten sie einen Mann und brannten im heutigen Sarasota ein Haus nieder, bevor sie am 31. März 1856 „Braden Castle“ die Plantage von Dr. Joseph Braden im heutigen Bradenton überfielen. „Braden Castle“ selbst war allerdings zu gut verteidigt, so dass sie nur 7 Sklaven und 3 Maultiere erbeuteten. Da sie durch die Gefangenen und das Plündergut behindert waren, konnten die Seminolen sich nicht schnell fortbewegen. Während sie am Big Charley Apopka Creek eine Pause machten und gerade eine erbeutete und von ihnen geschlachtete Kuh brieten, wurden sie von der Miliz aufgespürt. Die Milizionäre töteten zwei Seminolen und holten sich die Sklaven und Maultiere von „Braden Castle“ zurück. Der Skalp des einen toten Seminolen wurde in Tampa öffentlich gezeigt, der andere in Manatee.
Während des April patrouillierten Armee- und Milizeinheiten quer durch Florida und auch im Reservat, konnten aber keine Seminolen stellen. Lediglich bei Bowlegs Town gab es ein sechsstündiges Gefecht, in dem 4 Soldaten getötet und weitere 3 verwundet wurden, bevor die Seminolen sich zurückzogen. Die Seminolen führten weiter ihre Überfälle im ganzen Staat durch. Am 14. Mai 1856 führten 15 Seminolen einen Überfall auf die Farm von Captain Robert Bradley durch und töteten dabei zwei seiner Kinder, während ein Seminole von Bradley erschossen wurde. Bradley war wahrscheinlich deswegen zum Ziel geworden, weil er Tiger Tails Bruder während des Zweiten Seminolenkriegs getötet hatte. Am 17. Mai überfielen Seminolen eine Wagenkolonne in Zentralflorida und töteten drei Männer. Daraufhin wurde der Post- und Stationsdienst in und um Tampa ausgesetzt, bis die Miliz Schutz gewährleisten konnte.
Am 14. Juni 1856 griffen Seminolen eine Farm 3 Kilometer entfernt von Fort Meade (Florida) an. Alle Bewohner schafften es ins Haus und konnten die Seminolen hinhalten. Das Gewehrfeuer wurde in Fort Meade gehört, woraufhin sich 7 Milizionäre auf den Weg machten. Drei der Milizionäre wurden getötet, weitere zwei verwundet. Weitere Milizionäre versuchten die Seminolen zu verfolgen, mussten aber aufgeben, nachdem ein Wolkenbruch ihre Schießpulvervorräte durchnässt hatte. Am 16. Juni überraschte eine Gruppe von 20 Milizionären eine Gruppe Seminolen am Peace River und tötete einige von ihnen. Die Milizionäre zogen sich nach eigenen Verlusten von zwei Toten und drei Verwundeten zurück. Danach proklamierten sie für sich, bis zu zwanzig Seminolen getötet zu haben, wohingegen die Indianer lediglich 4 Tote und 2 Verwundete zugaben. Einer der Toten war jedoch Ocsen Tustenuggee, der anscheinend auch der einzige Häuptling gewesen war, der Überfälle auf Siedlungen angeführt hatte.
Die Bürger Floridas wurden immer unzufriedener mit den Milizionären. Es gab Beschwerden, dass die Milizionäre 1–2 Tage lang so tun würden, als würden sie patrouillieren und dann heimkehren, um Feldarbeit zu erledigen. Außerdem würden sich einige von ihnen der Faulheit, Trunksucht und dem Diebstahl hingeben. Die Offiziere wurden bezichtigt, nicht willens zu sein, den nötigen Papierkram zu erledigen. Doch am wichtigsten war, dass die Miliz nicht fähig gewesen war die Überfälle auf die Siedler zu stoppen.

### Neue Strategie
Im September 1856 kehrte Brigadier General William S. Harney als Kommandeur der Bundestruppen nach Florida zurück. Da er sich an die Lektionen im Zweiten Seminolenkrieg erinnerte, ließ er wieder die Forts in einer Linie durch Florida bemannen und Patrouillen tief ins Seminolengebiet vorstoßen. Er plante, die Seminolen in den Big Cypress Sumpf und die Everglades abzudrängen, da er der Ansicht war, die Seminolen könnten dort während der niederschlagsreichen Jahreszeit nicht überleben. Er wollte die Indianer dann stellen, wenn sie ihr überflutetes Rückzugsgebiet verlassen würden, um im trockenen Land Felder zu bestellen. Ein Teil von Harneys Plan war es auch, Boote zu benutzen, um auch Inseln und trockene Landflächen in den Sümpfen zu erreichen. Zuerst unternahm er jedoch einen Versuch, mit den Seminolen zu verhandeln, konnte aber nicht einmal einen Kontakt zu ihnen herstellen. Anfang Januar 1857 befahl er seinen Truppen, die Indianer aktiv zu verfolgen. Harneys Plan führte kaum zu Erfolgen und im April wurden er und die Fifth Infantry abgezogen und zu den Aufständen nach Kansas entsandt.
Colonel Gustavus A. Loomis ersetzte Harney als Kommandant in Florida, aber der Abzug der Fifth Infantry ließ ihm lediglich zehn Kompanien der Fourth Artillery übrig, die später auch noch auf vier reduziert wurden. Loomis organisierte dafür Freiwillige in Boot-Verbänden, denen man metallene „Alligatorboote“ gab, die speziell zur Verwendung in den Sümpfen gebaut worden waren. Jedes Boot konnte bis zu 16 Mann aufnehmen. Diese Boot-Verbände nahmen zahlreiche Indianer gefangen, meist Frauen und Kinder. Die regulären Soldaten waren hingegen weit weniger erfolgreich. Mehrere Offiziere, darunter auch Captain Abner Doubleday, mussten beobachten, wie leicht die Seminolen Armeepatrouillen aus dem Weg gingen. Doubleday führte das auf den Umstand zurück, dass die meisten der Soldaten erst vor kurzem eingewanderte Immigranten waren, die nicht wussten, wie man sich in der Wildnis zu bewegen hatte.
1857 wurden zehn Kompanien der Florida-Miliz in den Bundesdienst übernommen, was bis September fast 800 Mann ausmachte. Im November konnten diese Truppen fast 18 Frauen und Kinder aus Billy Bowlegs Gruppe gefangen nehmen. Die Truppen fanden und zerstörten außerdem mehrere Dörfer und Felder. Am Neujahrstag 1858 begannen die Truppen auch in den Big Cypress-Sumpf vorzustoßen und zerstörten dort ebenfalls mehrere Siedlungen und Felder. Auch eine Indianerdelegation aus dem Indianerterritorium versuchte erneut, Bowlegs zu kontaktieren. Im Vorjahr war den Seminolen schließlich ihr eigenes Reservat im Indianerterritorium und zwar getrennt von den Creek zugestanden worden. Zusätzlich wurden Zahlungen von 500 $ an jeden Krieger (mehr für die Häuptlinge) und 100 $ an jede Indianerfrau versprochen. Am 15. März stimmten Bowlegs und Assinwars Gruppe dem Angebot zu und gingen nach Westen. Am 4. Mai wurden 163 Seminolen (darunter auch ein paar zuvor gefangene) nach New Orleans verschifft. Am 8. Mai 1858 erklärte Colonel Loomis den Krieg für beendet.

## Nachspiel
Als Colonel Loomis das Ende des Dritten Seminolenkriegs erklärte, glaubte man, nicht mehr als hundert Seminolen in Florida seien noch übrig. Im Dezember 1858 wurde ein weiterer Versuch unternommen, die verbliebenen Seminolen nach Westen zu verschiffen. Am 15. Februar 1859 ergaben sich zwei weitere Gruppen mit gesamt 75 Seminolen und wurden umgesiedelt. Jedoch gab es auch danach weiterhin Seminolen in Florida. Sam Jones’ Gruppe lebte immer noch im südöstlichen Florida, landeinwärts von Miami und Fort Lauderdale. Chipcos Gruppe lebte nördlich des Lake Okeechobee, weder die Armee noch die Miliz konnten ihn ausmachen. Einzelne Indianerfamilien lebten verstreut über die Feuchtgebiete des südlichen Florida. Da der Krieg jedoch offiziell vorbei war, und die verbliebenen Seminolen sich ruhig verhielten, wurden die Milizionäre nach Hause geschickt und die regulären Armeetruppen abgerüstet. Alle Forts, die in den Seminolenkriegen erbaut worden waren, wurden aufgelassen und bald von Siedlern jedes nützlichen Materials beraubt. 1862 kontaktierte der Staat Florida Sam Jones mit dem Versprechen von Hilfe, damit die Seminolen im Gegenzug im Bürgerkrieg neutral blieben. Der Staat erfüllte seine Hilfszusagen nicht, die Seminolen waren jedoch auch nicht daran interessiert, in einem weiteren Krieg zu kämpfen. In der Verfassung Floridas von 1868 wurde auf Betreiben der Republikaner der Rekonstruktions-Ära den Seminolen jeweils ein Sitz in den beiden Kammern des Parlaments von Florida zugesprochen, aber die Seminolen nahmen dieses Recht nicht wahr. In der Verfassung von 1885 wurde es von den Südstaaten-Demokraten wieder abgeschafft, zusammen mit dem Wahlrecht für Schwarze und andere Minderheiten.

## Verfilmungen
- 1953 wurde in Hollywood der Film Seminola gedreht, in dem erzählt wird, wie der Kavallerie-Leutnant Caldwell (Rock Hudson) und sein Jugendfreund Osceola (Anthony Quinn) vergeblich versuchen, einen Krieg wegen der beabsichtigten Zwangsumsiedlung der Seminolen zu verhindern. Der Vorgesetzte Caldwells ist nicht davon abzubringen, ein Indianerlager in den Sumpfwäldern Floridas zu überfallen, und wird von den Seminolen vernichtend geschlagen. Caldwell kommt vor ein Kriegsgericht und wird zum Tode verurteilt.
- 1971 drehte die DEFA den Film Osceola – Die rechte Hand der Vergeltung (Originaltitel Osceola) der den Beginn des 2. Seminolenkrieges, sowie die Umstände die zu diesem führten, so geschichtstreu wie möglich darstellt. Der verzweifelte Versuch, friedlich mit den weißen Amerikanern zusammenzuleben, das Verhältnis bzw. Zusammenleben von Indianern und Schwarzen sowie das Leben Osceolas werden auf geschichtlichen Überlieferungen basierend wiedergegeben.